# Retrat d'un home (Ticià)
Retrat d'un home és una pintura a l'oli sobre llenç del pintor italià Ticià (950,2x45,1 cm), que data a la ratlla de 1515. L'historiador de l'art Wilhelm von Bode ho va atribuir a Giorgione i Richter a Palma el Vell, però Longhi, Suida, Phillips, Morassi, Pallucchini i Pignatti tots ho van atribuir a Ticià.
Propietat de la família veneciana Grimani, va passar per diversos col·leccionistes, incloent W. Savage de Londres i Altman de Nova York. Es troba en la col·lecció del Museu Metropolità d'Art de Nova York.

## Descripció
D'un fons fosc emergeix el bust d'un personatge masculí, amb la cara girada cap a la dreta i amb aire absent, encara que està girat cap a l'espectador, la seva mirada no busca el seu contacte i està fixada en un punt inferior. La representació del gest de treure's el guant és típic en alguns retrats de Ticià. La vestimenta és la pròpia de la moda en els joves del segle xvi, una jaqueta negra que permet veure la camisa blanca prisada per sota, junt amb el seu llarg cabell i la seva espessa barba.
La seva conservació no és del tot bona, ja que per les abrasions sofertes van obligar a ser retallat en la seva part inferior, on probablement hi havia un ampit on recolzava el braç dret.